# Weihnachten in Familie
Albums de Frank Schöbel & Aurora Lacasa
Das Jubiläumsalbum
(1981) Ich brauch dich so
(1986)
Weihnachten in Familie (en français, Noël en famille) est un album de Frank Schöbel enregistré avec sa compagne Aurora Lacasa et leurs enfants Dominique et Odette, sorti en 1985.

## Histoire
Une émission de télévision du même nom est diffusée le 24 décembre 1985 sur Deutscher Fernsehfunk. Après le grand succès du programme, de nouvelles éditions suivent, notamment à l'occasion de la publication en CD en 1994. Frank Schöbel anime régulièrement l'émission Fröhliche Weihnachten mit Frank sur MDR, diffusée la veille de Noël.
Le programme de télévision de 1985 et des extraits des programmes suivants de 1992 à 1995 font l'objet d'une publication en DVD le 2 novembre 2007 sous le titre Das Beste aus Weihnachten in Familie.
Weihnachten in Familie est l'album d'Amiga le plus vendu. Un total de 1,4 million d'exemplaires est vendu depuis 1985. En 1988, le disque est certifié Goldene Amiga. L'album est 65e des ventes en Allemagne le 15 décembre 2017.

## Liste des titres
Les interprétations des chants de Noël classiques alternent avec de nouvelles compositions.
| #   | Titre                                    | Musique/Paroles                                                               | Interprète                                         | Durée |
| --- | ---------------------------------------- | ----------------------------------------------------------------------------- | -------------------------------------------------- | ----- |
| 1.  | Weihnachtsmusik                          | Ulrich Mann, anthologie de chansons traditionnelles de Noël                   | Orchestre Ulrich Mann                              | 2:15  |
| 2.  | Morgen kommt der Weihnachtsmann          | d'après Ah ! vous dirai-je, maman – August Heinrich Hoffmann von Fallersleben | Odette und Dominique                               | 0:48  |
| 3.  | Kling, Glöckchen, kling                  | Karl Enslin                                                                   | Frank Schöbel, Odette und Dominique                | 1:12  |
| 4.  | Leise rieselt der Schnee                 | Eduard Ebel                                                                   | Aurora Lacasa, Frank Schöbel                       | 2:03  |
| 5.  | He, du – Weihnachtsmann                  | Frank Schöbel – Jochen Petersdorf                                             | Odette und Dominique                               | 2:54  |
| 6.  | Wir haben einen Weihnachtsbaum           | Frank Schöbel – Jochen Petersdorf                                             | Frank Schöbel, Odette und Dominique                | 2:54  |
| 7.  | Schneeflöckchen, Weißröckchen            | Traditionnel – d'après Hedwig Haferkorn                                       | Odette und Dominique                               | 1:02  |
| 8.  | Morgen, Kinder, wird's was geben         | Carl Gottlieb Hering – Karl Friedrich Splittegarb                             | Frank Schöbel, Aurora Lacasa, Odette und Dominique | 1:18  |
| 9.  | Guten Abend, schön Abend                 | Chanson folklorique de Carinthie – 2e et 3e strophes : Ilse Naumilkat         | Odette und Dominique                               | 1:37  |
| 10. | Liebe Mama                               | Frank Schöbel – Frank Schöbel, Odette und Dominique                           | Odette und Dominique                               | 2:28  |
| 11. | Weihnachten in Familie                   | Frank Schöbel – Gisela Steineckert                                            | Frank Schöbel, Aurora Lacasa, Odette und Dominique | 2:40  |
| 12. | Stille Nacht                             | Franz Xaver Gruber – Joseph Mohr                                              | Frank Schöbel                                      | 2:55  |
| 13. | Süßer die Glocken nie klingen            | Chanson folklorique de Thuringe vers 1850 – Friedrich Wilhelm Kritzinger      | Frank Schöbel, Aurora Lacasa                       | 2:34  |
| 14. | Still, still, still                      | Chanson folklorique de Salzbourg                                              | Aurora Lacasa                                      | 1:40  |
| 15. | Am Weihnachtsbaum die Lichter brennen    | Chanson folklorique de 1866 – Hermann Kletke                                  | Aurora Lacasa, Frank Schöbel                       | 0:58  |
| 16. | Fröhliche Weihnacht überall              | d'après une chanson folklorique anglaise                                      | Odette und Dominique, Frank Schöbel, Aurora Lacasa | 1:10  |
| 17. | Susani (Vom Himmel hoch, o Engel, kommt) | Chanson folklorique du XVIIe siècle                                           | Aurora Lacasa                                      | 2:05  |
| 18. | Es ist ein Ros entsprungen               | Chanson folklorique spirituelle d'avant 1600                                  | Frank Schöbel                                      | 2:20  |
| 19. | Maria                                    | Frank Schöbel – Gisela Steineckert                                            | Aurora Lacasa                                      | 3:43  |
| 20. | O du fröhliche                           | Chanson folklorique sicilienne – Johannes Daniel Falk, J.G. Holzschuher       | Aurora Lacasa, Frank Schöbel                       | 2:47  |